# Trbonje
Trbonje – wieś w Słowenii, w gminie Dravograd. W 2018 roku liczyła 228 mieszkańców.